# Компьенский дворец
Компьенская резиденция (фр. Château de Compiègne) — дворец французских королей в городе Компьень департамента Уаза, Пикардия (Франция). Расположен в 75 километрах к северо-северо-востоку от Парижа. В Средние века являлся излюбленной резиденцией Меровингов и Каролингов, современный вид в стиле классицизма принял после реконструкции в XVIII веке. Последним французским монархом, жившим во дворце, был император Наполеон III.
Дворец с окружающим его парком ныне открыт для посетителей. На территории дворцового комплекса работают музеи Второй империи и Национальный музей автомобилей и туризма (фр.).

## История

### При Меровингах
В Компьене были построены четыре сменивших друг друга дворца. Самый древний восходит ко времени Меровингов и в особенности к правлению Хлодвига I. Замок вероятно был выстроен из дерева, а его точное месторасположение неизвестно. В Компьене были подписаны многочисленные договоры, что указывает на то, что Меровинги проводили там достаточно времени. Именно в этом «королевском дворце» в 561 году умер вернувшийся с охоты король Хлотарь I. Здесь же, в Компьене, Хлотарь II в 604 году помирился со своим племянником Теодебертом II.
При Каролингах Компьень часто служил местом собрания генеральных ассамблей епископов и сеньоров. В правление Пипина Короткого он становится важным дипломатическим пунктом: в 757 году тот встречает здесь посольство византийского императора Константина V и баварского герцога Тассилона III. Также в Компьене император Людовик Благочестивый созывал ряд ассамблей, две из которых, в 830-м и 833 годах, едва не привели его к отречению.

### При Карле II

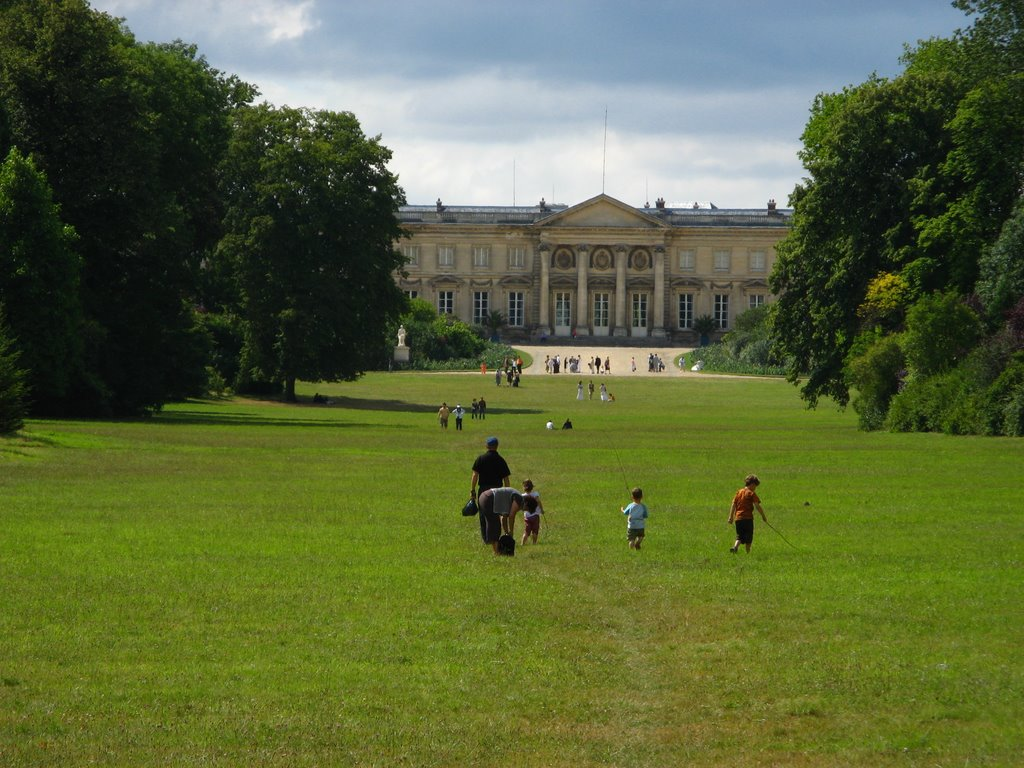
Парк перед дворцом.

Карл II Лысый установил в Компьене свой королевский, а затем императорский трон. В 875 году он принимал здесь дипломатическую миссию эмира Кордовы Мухаммада I. Провозглашенный императором Священной Римской империи, Карл, в 877 году велел выстроить на месте старого замка аббатство Сен-Корней (фр.). Для себя же Карл создал новый замок, расположенный ближе к реке Уазе. Аббатство он использовал как императорскую часовню, по модели его деда Карла Великого который построил Ахенский собор.
Сын Карла Людовик II в 877 году взошёл на престол и короновался в часовне Компьеня, где и был похоронен двумя годами позже. Здесь же короновался Эд Парижский, который часто бывал в Компьене — главной королевской резиденции. Именно здесь в 987 году умер последний из Каролингов Людовик V.
Капетинги тоже останавливались в Компьене, но замок постепенно терял свою политическую роль. Развитие города заставило их мало по малу отдать королевские угодья населению. Филипп II Август укрепил стены города и старый замок, добавив к нему донжон, чтобы лучше контролировать территории.
Процесс передачи королевских имений закончился при Людовике IX. Только большой зал и башня были оставлены в качестве символа военного феодального управления. В дальнейшем все собрания проходили в аббатстве Сен-Корней. Король сохранил в Компьене лишь скромную резиденцию на границе с лесом.

### Средневековый замок
В 1358 году Карл V, тогда ещё только регент, собрал в Компьене генеральные штаты, чтобы обсудить отсутствие безопасности жителей на границе с лесом. Он решил возвести новый замок на землях, купленных у аббатства Сен-Корней, которому их продал Карл Лысый. Однако работы не были закончены при жизни Карла V, умершего в 1380 году. Замок увеличивался со временем и послужил основой для современного дворца.

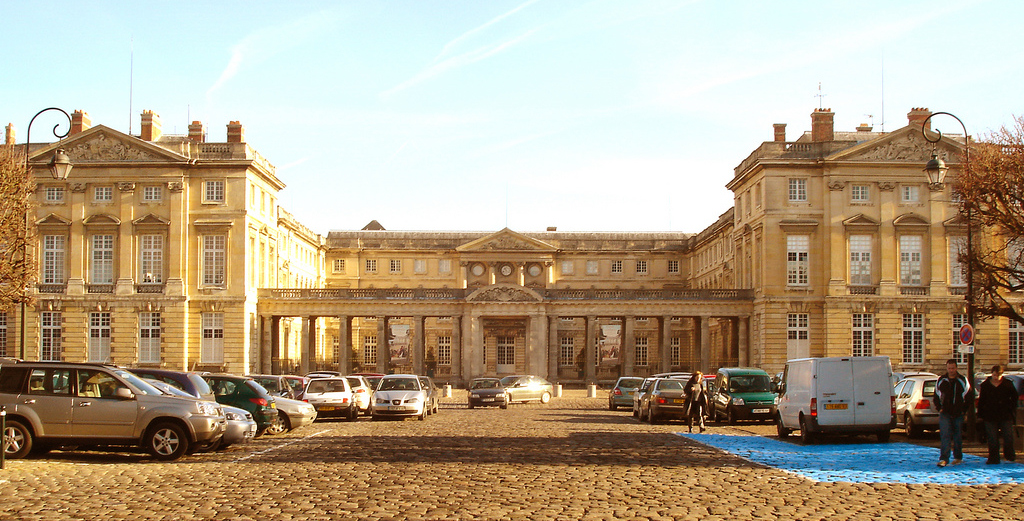
В XVIII веке дворец был полностью перестроен в стиле французского классицизма.

В этом замке созывал генеральные штаты в 1382 году Карл VI. Короли часто бывали в Компьене, с перерывом в 1414—1429 годах, когда земли оказались под властью Бургиньонов. Карл VII, будучи коронованным в Реймсе, 18 августа 1429 года совершил торжественный въезд в Компьень и провел там двенадцать дней. Таким образом он положил начало традиции возвращаться в Компьень после коронации, это традиция соблюдалась практически всеми королями до Карла X включительно. Карл VII вернулся в Компьень лишь в 1441 году в компании дофина, будущего Людовика XI, и обнаружил замок в плачевном состоянии после многочисленных осад. В 1451 году по причине длительного пребывания в Компьене короля замок был приведен в порядок.
Карл VIII и Людовик XII довольно долго жили в Компьене. Франциск I, бывая здесь часто, позаботился о благоустройстве зданий и расчистке леса. Карл IX был инициатором создания шести гектаров «королевского сада» который вошел в основу будущего парка. Религиозные войны во Франции мало способствовали королевским поездкам в Компьень. Генрих III был вынужден отменить там в 1576 году созыв генеральных штатов. Но именно в аббатство Сен-Корней его тело было привезено для погребения после убийства в 1589 году.
Замок, пустующий и запущенный в течение религиозных войн, стал непригодным для жилья. Когда Генрих IV (король Франции) приехал в Компьень, он предпочел остановиться в городе. В конце концов работы по восстановлению замка начались в 1594 году.
В 1619 году приехавшему в Компьень Людовику XIII так там понравилось, что он возвращался туда три раза в год. В 1624 году он жил в замке с апреля по июль и встречал там посольство короля Англии Якова I и делегатов республики Соединённых провинций. Во время своего последнего посещения, в 1635 году, он велел полностью обновить покои короля и королевы, что было произведено при регентстве Анны Австрийской.
При Людовике XIV нехватка места в замке привела к тому, что в городе были построены здания большой и малой канцелярий, конюшни для лошадей короля и месье, резиденции для министров и их бюро. Компьень был наравне с Версалем и Фонтенбло единственной королевской резиденцией, где король собирал Совет. Сам Людовик XIV видел в Компьене прежде всего место для отдыха и передышки.
В 1666 году в Компьене прошли первые полевые учения, за ними последовали ещё шестнадцать, последние имели место в 1847 году. Они предназначались для подготовки полков и их командиров, обучения принцев и для развлечения придворных и народа.
После 1698 года король не посещал Компьень. Замок оставался незанятым около десяти лет. С 1708 по 1715 годы там проживал курфюрст Баварии Максимилиан II, изгнанный имперскими властями и получивший приют и защиту у Людовика XIV.

### Реконструкция дворца в XVIII веке
Людовик XV впервые приехал в Компьень в 1728 году. Молодой король решил обосноваться в замке в то время как в Суассоне проходил конгресс по обсуждению мира с Испанией. Людовику XV понравилось там охотится и с тех пор он проводил здесь месяц или два каждый год.

Теснота дворца, неудобство неиспользуемых зданий вокруг, построенных без какого-либо плана и не связанных между собой стали очевидными. После процесса внутренних изменений замка, при Жаке Габриэле с 1736 по 1740 годы были произведены работы по расширению. 

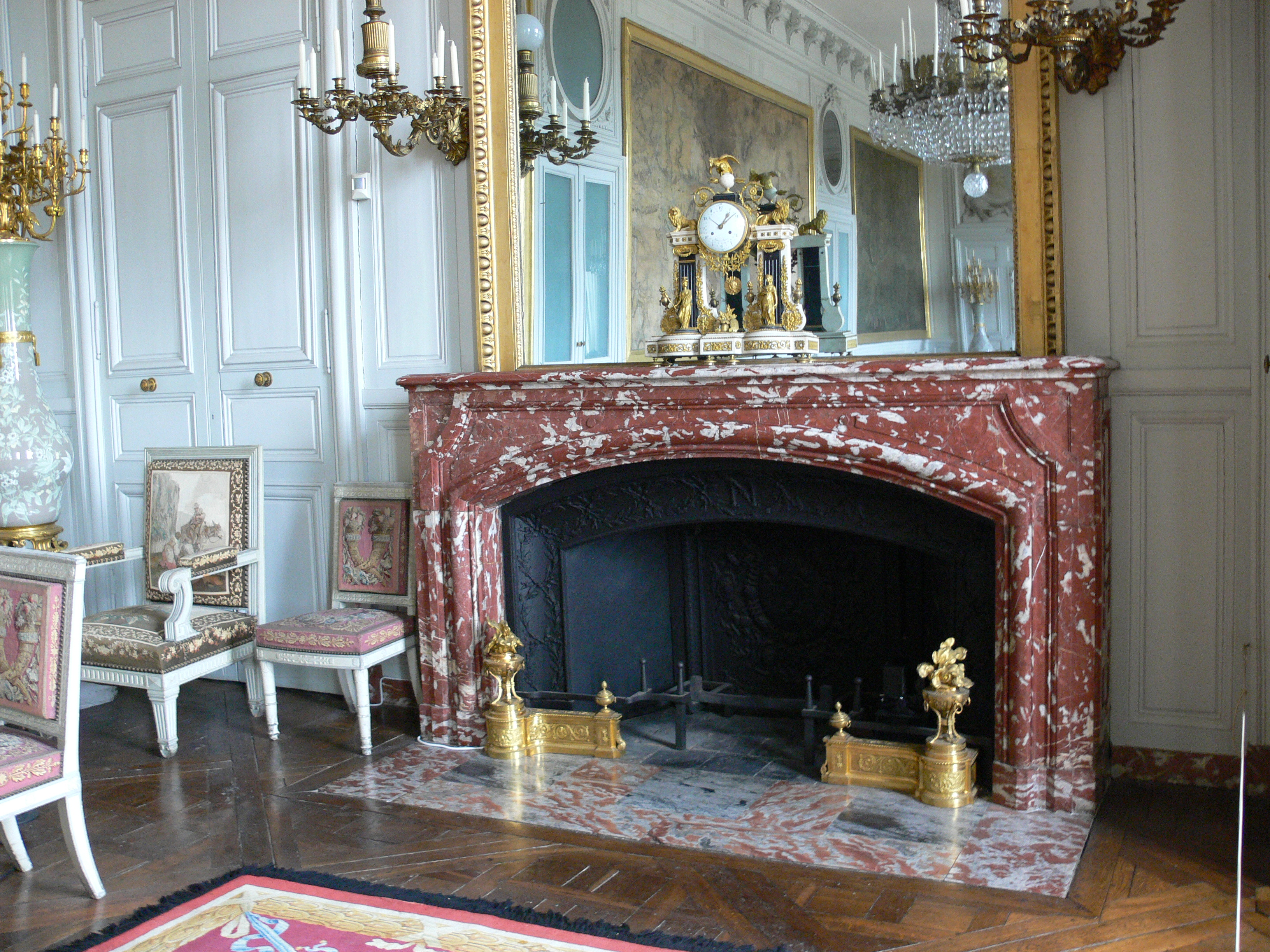
Комнатный интерьер эпохи Людовика XV

Между 1740 и 1751 годами было предложено много проектов по реконструкции. Самым интересным оказался представленный в 1751 году Анж Жаком Габриэль и немедленно начавшийся приводиться в исполнение. Несмотря на проводившиеся работы Людовик XV продолжал бывать в Компьене, где он любил охотиться. Именно здесь он принял в 1770 году эрцгерцогиню Австрийскую Марию-Антуанетту, невесту дофина. Работы не прекратились со смертью короля, они продолжились под руководством ученика и коллеги Анж Жака Габриеля — Луи лё Дрё дё ля Шатр. Он закончил реконструкцию дворца в 1788 году, скрупулёзно следуя плану учителя.
Людовик XVI редко бывал в Компьене. Первый раз он был там в 1774 году, после восхождения на трон. Следуя традиции, король останавливался в замке три дня в 1775 году по дороге в Реймс и три дня на обратном пути. После чего король сделал несколько редких визитов для охоты. Увеличение количества работы в замке, последовавшее после решения короля и королевы, сделало проживание там невозможным. Людовик XVI и Мария-Антуанетта так и не увидели свои апартаменты готовыми.
Собрание нотаблей в 1787 году сочло затраты на ремонт замка чрезмерными. Во время революции обстановка была распродана, как и во всех королевских замках. В 1799 году первое национальное военное училище было образовано в Компьене и занимало замок до 1806 года.

### После революции
В 1807 году после приказа Наполеона началось восстановление дворца. Архитектор Луи-Мартен Берто управлял работами. Они заключались в очистке дворца от воды, во внутренней перестройке и смене убранства. Среди прочего была выстроена большая галерея для проведения балов. Сад был полностью пересажен и плавно переходил в лес. 

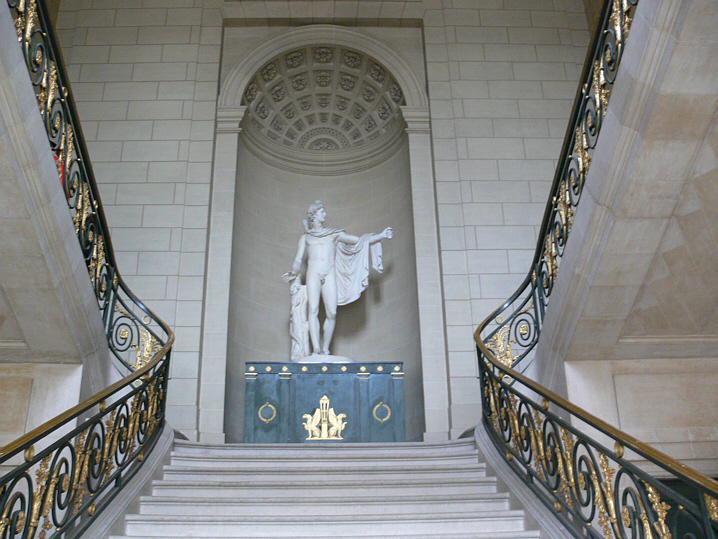
Парадная лестница Компьенской резиденции

В бывшем крыле королевы, Берто спроектировал апартаменты для высокопоставленных иностранных гостей. Они не остались пустующими: в июне 1808 года туда въехал король Испании Карл IV, насильно отрекшийся от престола. Он оставался там до сентября, после чего был переведён в Марсель.
В Компьене Наполеон назначил первую встречу с будущей императрицей Марией-Луизой, эрцгерцогиней Австрийской 27 марта 1810 года. Двор приехал в Компьень после празднования свадьбы в Париже. Следующим летом императорская чета приехала сюда уже в сопровождении наследника, Наполеона II. В 1813 году дворец служил временным прибежищем королю Вестфалии Жерому Бонапарту и его жене Екатерине.

В апреле 1814 года Людовик XVIII останавливался в Компьене по дороге в Париж чтобы анализировать ситуацию в столице. В следующие годы принцы и принцессы королевской семьи часто бывали в Компьене, но обычно не задерживались больше нескольких дней. Карл X первый визит в качестве короля совершил в ноябре 1824 года в сопровождении многочисленной свиты. Луи-Филипп I посетил дворец в 1832 году при приготовлениях к свадьбе своей старшей дочери Луизы с королём Бельгии Леопольдом I. Свадьбу праздновали во дворце 9 августа 1832 года. 

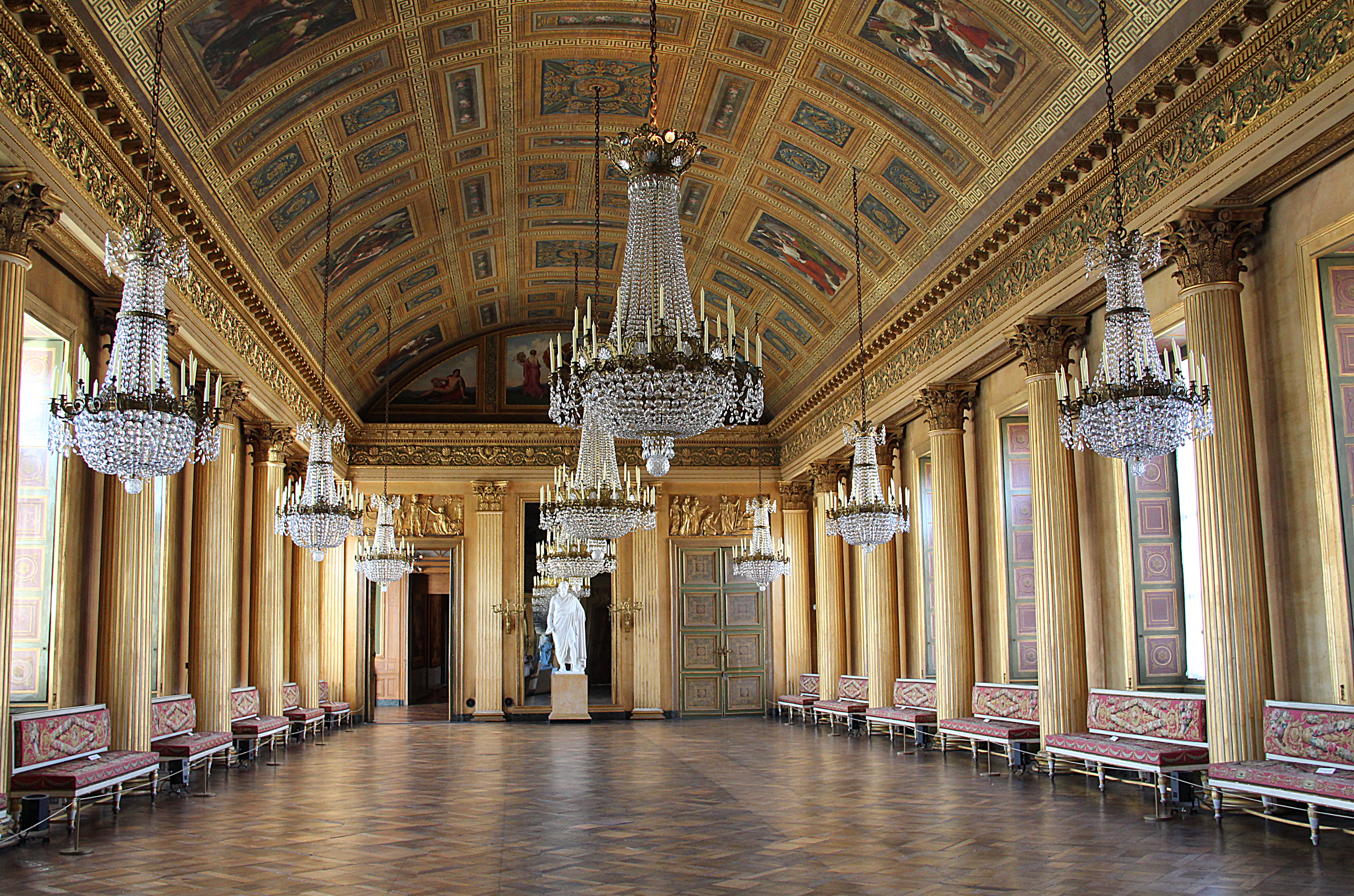
Бальный зал

После революции 1848 года дворец Компьень был национализирован. Принц-президент Наполеон III Бонапарт приехал туда в 1849 году по случаю открытия железнодорожной линии Компень-Нуайон. Став императором, он провел там около двух недель в декабре 1852 года со свитой состоящей из сотни человек. Двор возвращался в Компьень в 1853 и 1855, но лишь с 1856 года начались «Комьпенские серии», то есть наезды во дворец длительностью от месяца до месяца с половиной каждую осень. Для развлечения гостей устраивались балы и приёмы, выезды на охоту. Правила этикета были сведены до минимума и приглашенные пользовались большой свободой.
В 1901 году дворец принимал императора Николая II, последнего монарха гостившего в Компьене. В ходе Первой мировой войны там располагалась ставка английского главнокомандующего, затем немецкий генеральный штаб в 1914 году. Дворец был превращён в госпиталь в 1915 году, после чего служил штабом французскому генералу Анри Филиппу Петену. После войны в Компьене обосновалось министерство по освобожденным регионам, что повлекло за собой серьёзные неприятности: в 1919 году во дворце произошел пожар, уничтоживший Комнату Императора и Кабинет Советов. В 1939 году по причине войны вся мебель замка была эвакуирована, но в 1945-м возвращена.
23 сентября 2006 года во дворце прошёл саммит Франция-Германия-Россия на котором присутствовали главы государств: Жак Ширак, Ангела Меркель и Владимир Путин.